# Görzhain
Görzhain is een plaats in de Duitse gemeente Ottrau, deelstaat Hessen, en telt 370 inwoners (2006).